# Wörner J. és Tsa Malomgépészeti Gépgyára és Vasöntödéje
A Wörner J.(akab) és T(ár)sa Malomgépészeti Gépgyára és Vasöntödéje megszűnt, és el is bontott nagyipari létesítmény volt Budapest XIII. kerületében.

## Története
A 19. századi nagy gyáralapítások sorába illeszkedett ez az üzem is, amely 1867-től Első Magyar Gépgyár Rt. néven épült fel a mai Váci út 48. – Victor Hugo u. 1-15. – Ipoly u. 17-29. – Visegrádi u. 50-56. alatti telken. A létesítményt a kor neves ipari építésze, Wechselman Ignác tervezte.
A telepen a következő épületek álltak: kazánkovácsműhely, szerelő- és asztalosműhely, öntöde és mintaasztalos-műhely, raktár, különböző (munkás)lakóházak. A gyár már 1871-re csődbe menet, ezért először Neumann J. Vasöntöde és Gépgyár, 1876-tól Wörner J. és Tsa Malomgépészeti Gépgyára és Vasöntödéje néven alakult újjá.
A gyár évtizeden át működött, megszűnésének pontos ideje nem ismert. Utolsó épületeit az 1970-es években bontották el.
A gyárnak az Alig utca 12. szám alatti telken bérháza is épült 1937-ben Román Miklós tervei szerint.

## Régi térképeken
- 1882-es térképábrázolás
- 1895-ös térképábrázolás
- 1903-as térképábrázolás
- 1908-as térképábrázolás